# Clea DuVall
Clea Helen D'Etienne DuVall (* 25. září 1977 Los Angeles, Kalifornie) je americká herečka. Nejvíce je známá díky rolím Sofie v televizním seriálu Carnivàle a ve filmech jako jsou Fakulta (1998), Narušení (1999), a Nenávist (2004) a v seriálu Hrdinové (2006). V roce 2012 získala roli Cory Lijek v oscarovém filmu Argo.

## Životopis
DuVall se narodila v Los Angeles v Kalifornii jako jediné dítě Rosemary a Stephena DuVallových. Její otec je také herec, nejvíce známý díky roli Connora ve filmu Hlídač se Stevenem Seagalem. Její rodiče se rozvedli, když jí bylo 12 let. Její matka se znovu provdala, a tak Clea opustila střední školu a přestěhovala se s ní do jejího bytu. Bavila se tím, že si zapamatovávala jednotlivé scény z filmů, či seriálů. Díky tomu se rozhodla, že se chce stát herečkou. Vrátila se na střední školu, tentokrát na Los Angeles County High School of the Arts a ve volném čase pracovala, aby si mohla studium dovolit. Není nijak příbuzná s hercem Robertem Duvallem, ani s herečkou Shelley Duvallovou.

## Kariéra
Před svým debutem ve filmu Little Witches pracovala v kavárně. Její průlomová role byla ve filmu režiséra Roberta Rodrigueze Fakulta z roku 1998, ve kterém hrála po boku Elijah Wooda a Joshe Harnetta. Následovaly role ve filmech Narušení, The Astronaut's Wife, Taková normální holka, But I'm a Cheerleader, Duchové Marsu a Třináct rozhovorů o tomtéž.
Po působení ve filmech The Laramie Project, Identita a 21 gramů, účinkovala v seriálu stanice HBO oceněným cenou Emmy Carnivàle, který se vysílal v letech 2003–2005. Během toho času hrála také v televizním filmu Hlava nehlava (za který byla nominována na cenu Satellite Award) a po boku Sarah Michelle Gellar ve filmu Nenávist. Po boku herečky Sarah Michelle Gellar si také zahrála v seriálu Buffy, přemožitelka upírů. V díle "Out of Mind, Out of Sight" ztvárnila nevýraznou studentku střední školy, která se stala doslova neviditelnou.
Ostatní projekty, na kterých se podílela zahrnují filmy Výbor ťuťu ňuňu cecíků, Zodiac režiséra Davida Finchera a seriál stanice NBC Hrdinové. V roce 2008 si zahrála po boku Anne Hathawayové ve filmu Cestující.
Mezi její nedávné úspěchy patří role Cory Lijek, japonské Američanky a jedné ze šesti amerických diplomatů, kteří byli zadrženi v Iráku v roce 1980, ve filmu Bena Afflecka, Argo, a role v druhé řadě amerického seriálu American Horror Story.
DuVall režírovala krátkometrážní snímek s názvem It's Not Easy Being Green (Není lehké být zelený), ve kterém si i zahrála po boku Leishy Hailey a Carly Gallo. Nafotila také promo snímky kapely Uh Huh Her.

## Filmografie

### Film
| Rok  | Název                          | Role                      | Poznámky                     |
| ---- | ------------------------------ | ------------------------- | ---------------------------- |
| 1996 | Little Witches                 | Kelsey                    |                              |
| 1997 | Hranice nevinnosti             | Ann                       |                              |
| 1997 | The Alarmist                   | Suzy                      |                              |
| 1997 | Niagara, Niagara               | Convenience Store Clerk   |                              |
| 1998 | How to Make the Cruelest Month | Bell Bryant               |                              |
| 1998 | Girl                           | Gillian                   |                              |
| 1998 | Poslední mejdan                | Jana                      |                              |
| 1998 | Fakulta                        | Stokely "Stokes" Mitchell |                              |
| 1999 | A Slipping-Down Life           | Sestřička                 |                              |
| 1999 | Taková normální holka          | Misty                     |                              |
| 1999 | Polní květy                    | Cally                     |                              |
| 1999 | Sleeping Beauties              | Clea                      | Krátkometrážní snímek        |
| 1999 | The Astronaut's Wife           | Nan                       |                              |
| 1999 | But I'm a Cheerleader          | Graham Eaton              |                              |
| 1999 | Narušení                       | Georgina Tuskin           |                              |
| 2000 | Miláčku, vrať se               | Mimi                      |                              |
| 2000 | Bear to the Right              | Servírka                  |                              |
| 2001 | See Jane Run                   | Jane Whittaker            |                              |
| 2001 | Duchové Marsu                  | Bashira Kincaid           |                              |
| 2001 | Třináct rozhovorů o tomtéž     | Beatrice "Bea"            |                              |
| 2001 | Stvoření monstra               | Laura                     |                              |
| 2002 | The Laramie Project            | Amanda Gronich            |                              |
| 2002 | The Slaughter Rule             | Skyla                     |                              |
| 2003 | Identita                       | Ginny                     |                              |
| 2003 | 21 Gramů                       | Claudia                   |                              |
| 2004 | Nenávist                       | Jennifer Williams         |                              |
| 2005 | Dva týdny                      | Katrina                   |                              |
| 2005 | Mezi otci a syny               | Laura                     | Nekreditovaná role           |
| 2006 | Champions                      | Billy                     |                              |
| 2007 | Zodiac                         | Linda del Buono           |                              |
| 2007 | Ten Inch Hero                  | Jen                       |                              |
| 2007 | Výbor ťuťu ňuňu cecíků         | Zpěvačka                  |                              |
| 2007 | Jiná perspektiva               | Sandy                     |                              |
| 2008 | Cestující                      | Shannon                   |                              |
| 2008 | The Watch                      | Cassie                    |                              |
| 2009 | The Killing Room               | Kerry Isalano             |                              |
| 2010 | Odsouzení                      | Brenda                    |                              |
| 2012 | Argo                           | Cora Lijek                |                              |
| 2013 | Armed Response                 | Lena                      | také výkonná producentka     |
| 2014 | Your Right Mind                |                           |                              |
| 2014 | Zen Dog                        | Marlene Meeks             |                              |
| 2015 | Jackie & Ryan                  | Virginia                  |                              |
| 2015 | Ma/ddy                         | Dana                      |                              |
| 2015 | Fresno                         | Regina                    |                              |
| 2016 | The Intervention               | Jessie                    | také režisérka a scenáristka |
| 2016 | Heaven's Floor                 | Julia                     |                              |

### Televize
| Rok     | Název                                     | Role                    | Poznámky                                                   |
| ------- | ----------------------------------------- | ----------------------- | ---------------------------------------------------------- |
| 1996    | Nebezpečné myšlenky                       | Nina                    | 1 epizoda                                                  |
| 1997    | Pohotovost                                | Katie Reed              | 2 epizody                                                  |
| 1997    | Crisis Center                             | Teen                    | 1 epizoda                                                  |
| 1997    | Buffy, přemožitelka upírů                 | Marcie Ross             | Epizoda: "Out of Sight, Out of Mind"                       |
| 1997    | The Defenders: Payback                    | Jessica Lane            |                                                            |
| 2000    | Popular                                   | Wanda Rickets           | 2 epizody                                                  |
| 2001    | Uprchlík                                  | Lynette Hennessy        | 2 epizody                                                  |
| 2003-05 | Carnivàle                                 | Sofie Agnesh Bojakshiya | 24 epizod                                                  |
| 2004    | Hlava nehlava                             | Linda Kasabian          | TV Film                                                    |
| 2005    | Kriminálka Las Vegas                      | Abigail Spencer         | Epizoda: "Shooting Stars"                                  |
| 2006–07 | Hrdinové                                  | Agentka Audrey Hanson   | 7 epizod                                                   |
| 2008    | Experiment strachu                        | Cassie                  | Televizní film stanice LMN                                 |
| 2008    | Chirurgové                                | Jennifer                | Epizody: "Piece of My Heart and Where the Wild Things Are" |
| 2008    | Zákon a pořádek: Útvar pro zvláštní oběti | Mia Latimer             | Epizoda: "Persona"                                         |
| 2009    | Virtuality                                | Sue Parsons             |                                                            |
| 2009    | Božská mrcha                              | Maura                   | Epizoda: "Looks Like a Lesbian Attack to Me"               |
| 2009    | Anatomie lži                              | Michelle Russell        | Epizoda: "Blinded"                                         |
| 2010    | Private Practice                          | Natasha                 | Epizoda: "Fear of Flying"                                  |
| 2010    | Sběratelé kostí                           | McKenna Grant           | Epizoda: "The Bones on the Blue Line"                      |
| 2010    | Vražedná čísla                            | Melanie Bailey          | Epizoda: "Devil Girl"                                      |
| 2010    | Právo a pořádek                           | Amanda Green            | Epizoda: "The Taxman Cometh"                               |
| 2010–11 | Událost                                   | Maya                    | 3 epizody                                                  |
| 2011    | Kriminálka Miami                          | Lyla Moore              | Epizoda: "About Face"                                      |
| 2011    | Nikdy nelži                               | Melinda White           | Televizní film stanice Lifetime                            |
| 2012-13 | American Horror Story: Asylum             | Wendy Peyser            | 5 epizod                                                   |
| 2014    | Newsroom                                  | Lilly Hart              | 2 epizody                                                  |
| 2014    | Dvojnásobná vražedkyně Lizzie Bordenová   | Emma Borden             | TV film                                                    |
| 2015    | Lizzie Borden: The Fall River Chronicles  | Emma Borden             | TV film                                                    |
| 2016    | Nová holka                                | Camilla                 | Epizoda: "Wig"                                             |
| 2016    | Volejte Saulovi                           | Dr. Cruz                | Epizoda: "Alpine Shepherd Boy"                             |
| 2016    | Viceprezident(ka)                         | Marjorie Palmiotti      | 4 epizody                                                  |

## Ocenění
| Rok  | Cena                                        | Kategorie                                          | Film                       | Výsledek  |
| ---- | ------------------------------------------- | -------------------------------------------------- | -------------------------- | --------- |
| 1999 | Blockbuster Entertainment Awards            | Nejlepší ženský nováček                            | Fakulta                    | nominace  |
| 2003 | Florida Film Critics Circle Awards          | Nejlepší herecké obsazení                          | Třináct rozhovorů o tomtéž | vítězství |
| 2004 | Phoenix Film Critics Society Awards         | Nejlepší herecké obsazení                          | 21 gramů                   | vítězství |
| 2005 | Satellite Awards                            | Nejlepší herečka v minisérii nebo televizním filmu | Hlava nehlava              | nominace  |
| 2013 | Palm Springs International Film Festival    | Nejlepší herecké obsazení                          | Argo                       | vítězství |
| 2013 | Cena Sdružení filmových a televizních herců | Nejlepší herecké obsazení ve filmu                 | Argo                       | vítězství |